# Mellah de Rabat
Le mellah de Rabat (en arabe : ملاح الرباط) est le quartier juif de la ville de Rabat, au Maroc, fondé en 1808.

## Histoire
Le mellah de Rabat est créé en 1808 sous le règne du sultan Slimane ben Mohammed, date à laquelle les Juifs de la ville sont contraints de s'installer dans ce quartier au-dessus des falaises donnant sur le fleuve Bouregreg et pas loin de Bab Diouana. D'une superficie de 8 hectares et de forme rectangulaire, il est placé à l'intérieur des remparts, à l'extrême sud-est de la médina, dominant ainsi la casbah des Oudayas.
Un siècle plus tard, on trouve dans ce mellah de nombreux marchands juifs et seize synagogues.
Depuis 2018, le mellah de Rabat fait l’objet d’un plan de réhabilitation qui transforme son artère principale (la rue du Mellah) et sa façade maritime extérieure, afin de devenir un lieu touristique de la médina. De nos jours, le mellah comporte ainsi plusieurs rues portant des noms des Juifs de la ville, qui ont marqué leur temps, comme la rue du rabbin Shalom-Zaoui ou bien la rue David-Cohen.
C'est dans ce quartier que se trouve la synagogue Rabbi Shalom Zaoui mais pratiquement, plus aucun Juif n'habite le mellah de Rabat.

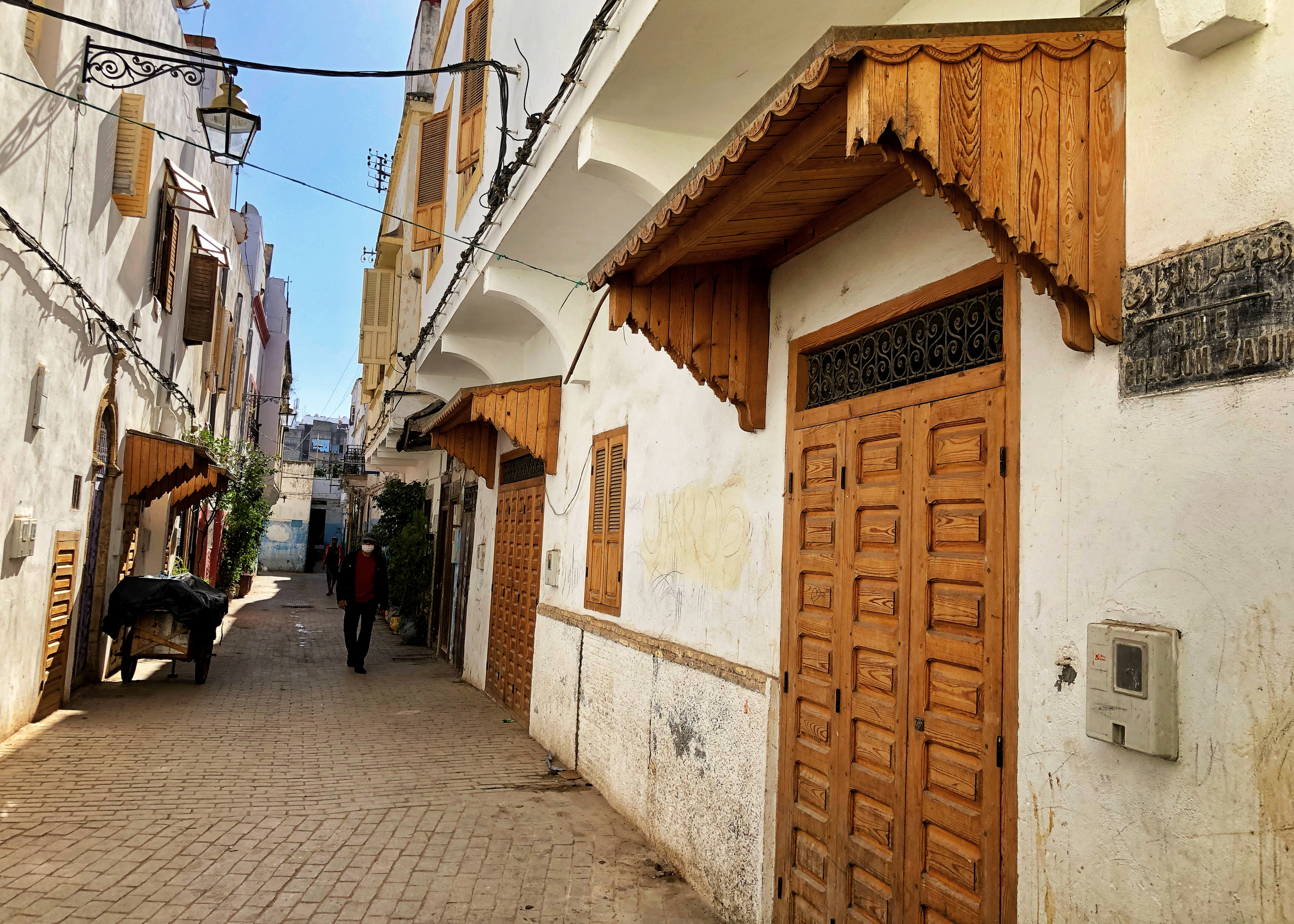
Rue Chaloum Zaoui.
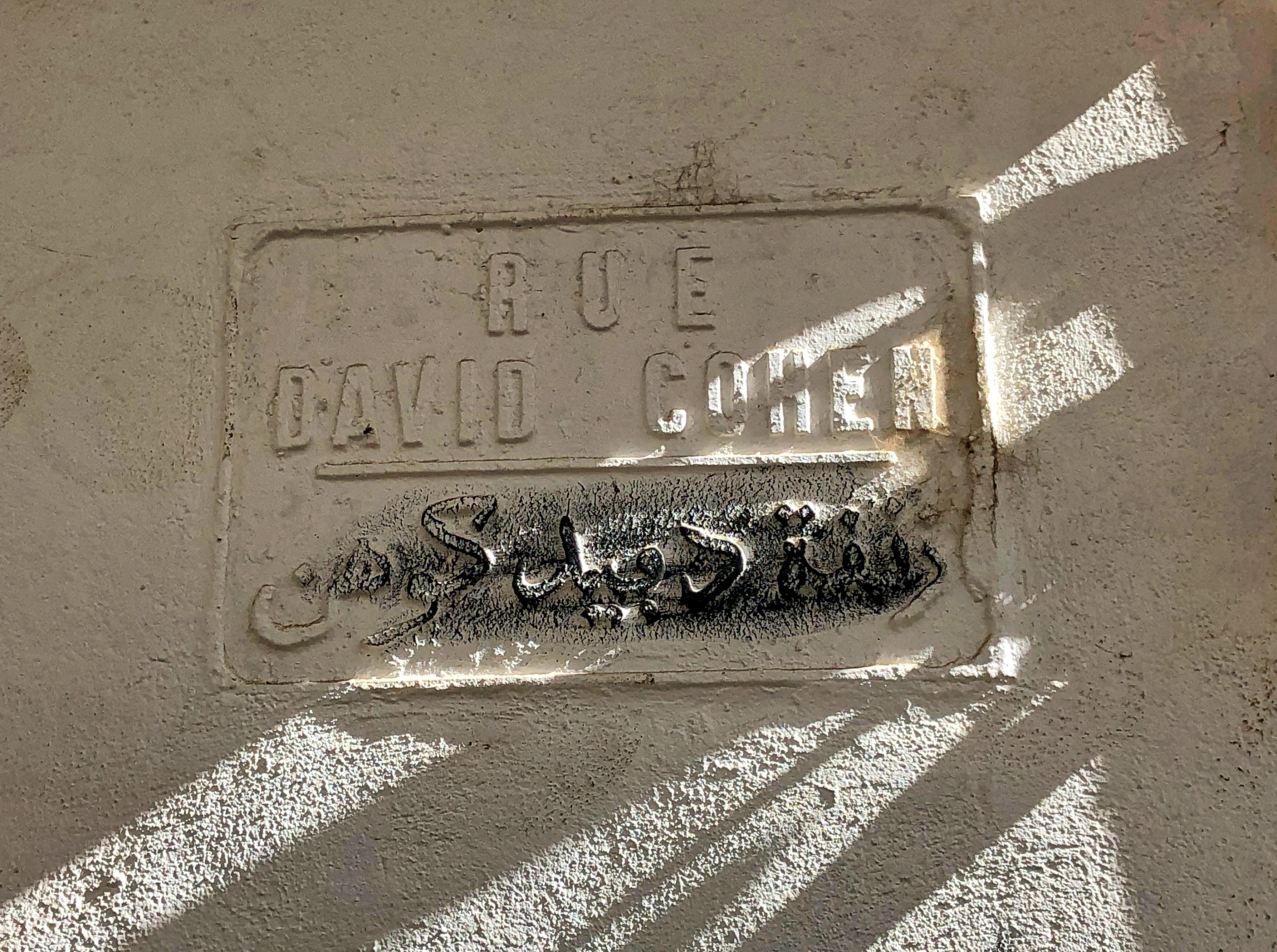
Rue David Cohen.
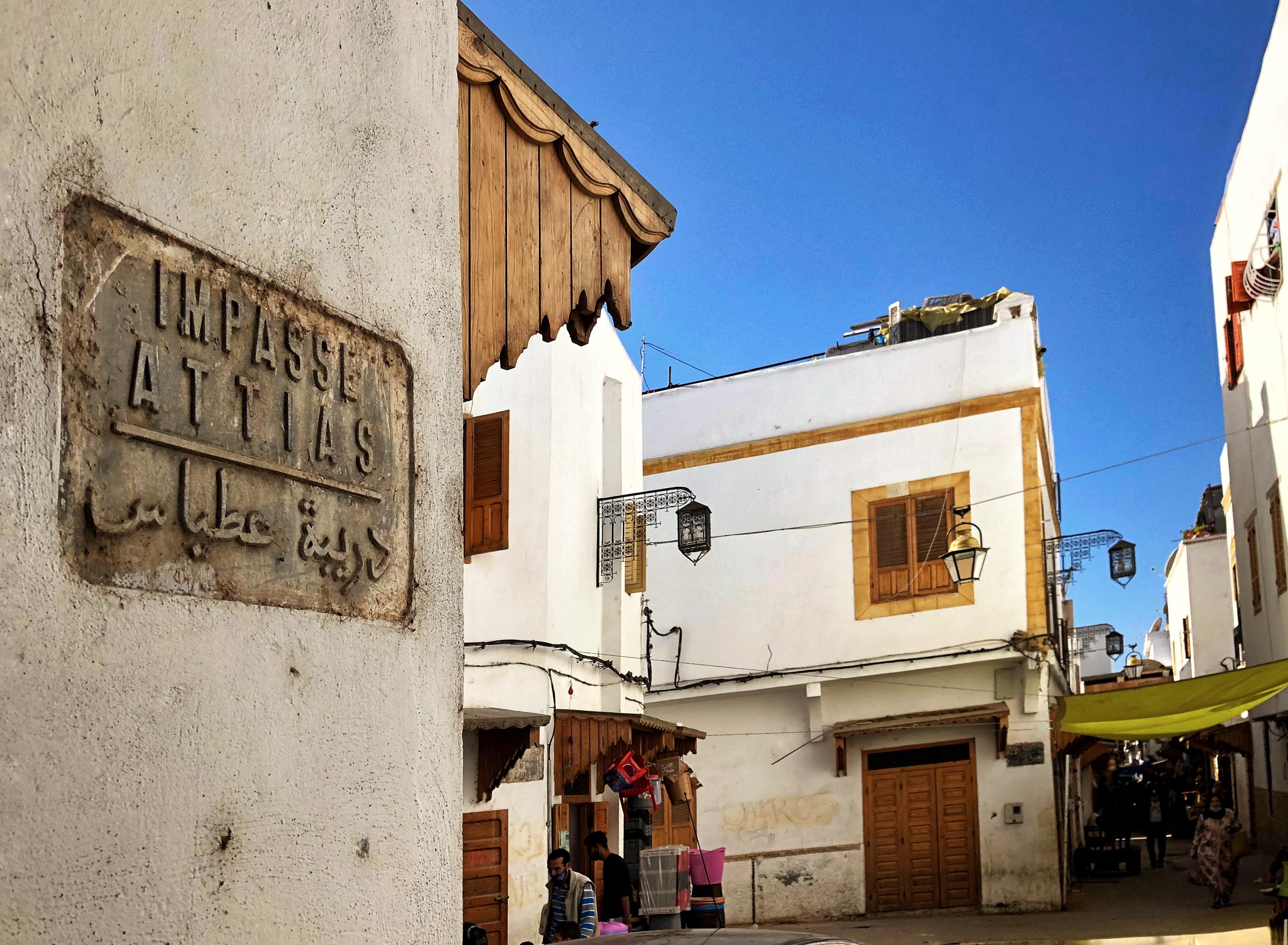
Impasse Attias.
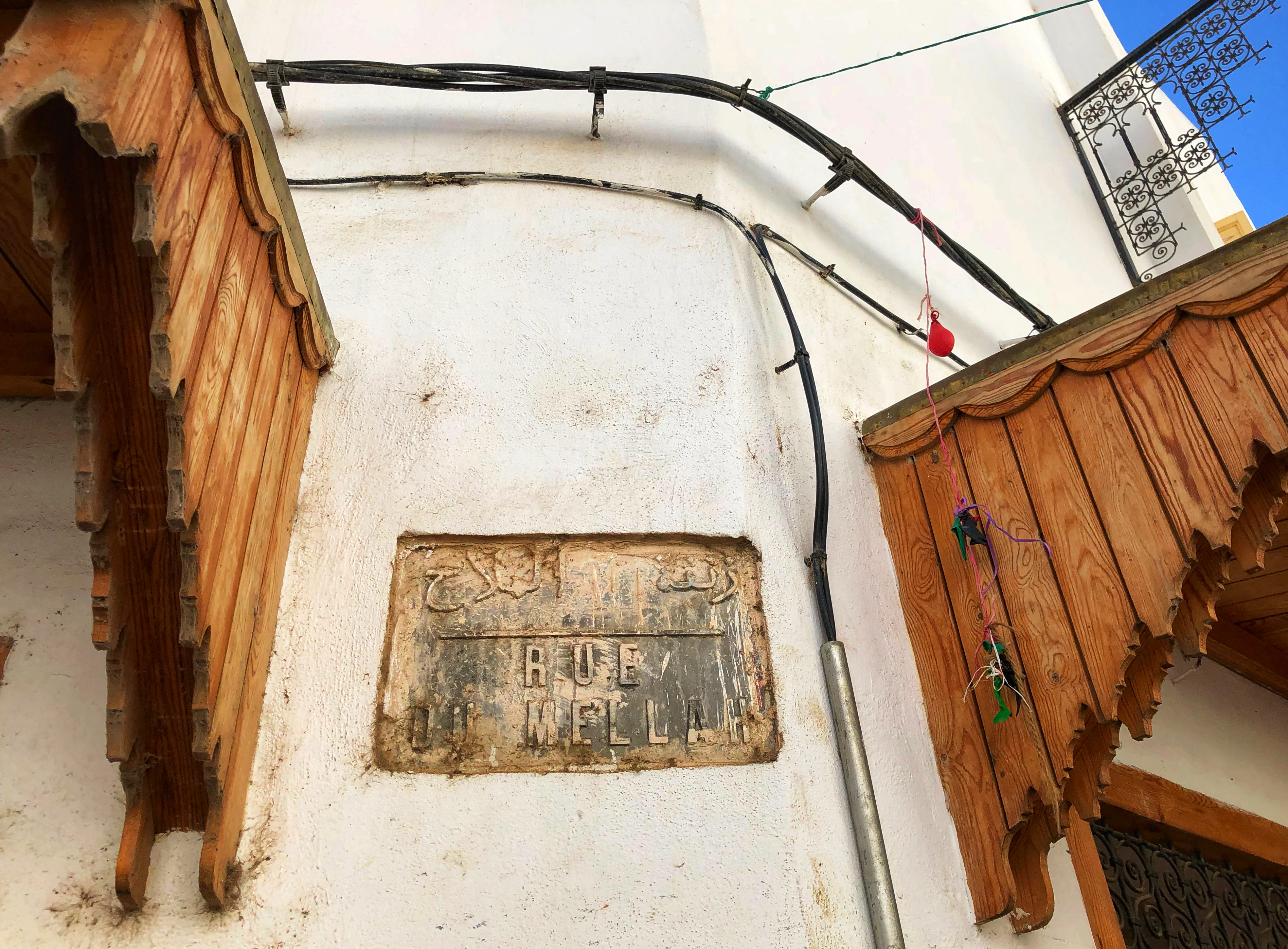
Rue du Mellah.
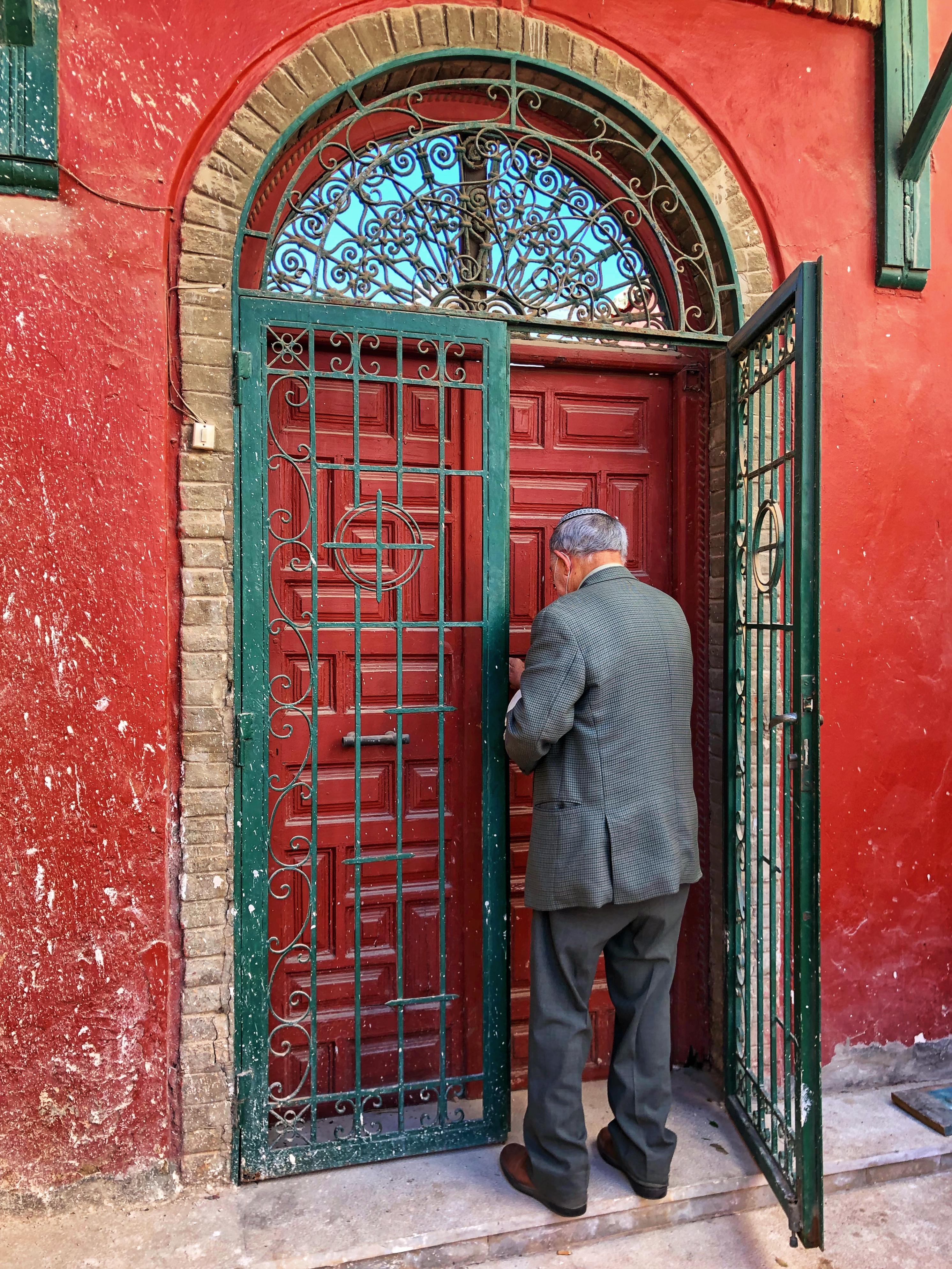
Synagogue Rabbi Shalom Zaoui.